# Marzanna Jagiełło
Marzanna Jagiełło (nacida en 1960 en Breslavia) es una científica polaca, especialista en el campo de la arquitectura del siglo XVI y XIX, la preservación de monumentos y la revalorización de la arquitectura. Trabaja como profesora asociada en la Universidad Politécnica de Breslavia, y también es Jefa del Departamento de Conservación y Restauración de Arquitectura de la Facultad de Arquitectura de la Universidad Politécnica de Breslavia.
Obtuvo un Doctorado en Ciencias Técnicas en el campo de la arquitectura; en el de urbanismo, obtuvo la disertación Architektura wrocławskich establissements en 1997, y, para su habilitación, la disertación Sgraffita na Śląsku 1540-1650 en 2003. Es miembro de la Asociación de Conservadores de Monumentos y del Consejo Internacional de Monumentos y Sitios (ICOMOS).

## Investigaciones y trabajos científicos dirigidos
- Renesansowe i manierystyczne sgraffita figuralne na Śląsku (2012)
- Ogrody w grafikach Salomona Kleinera (2012)
- Przedstawienie ogrodów na grafikach Michaela Weninga (2011)
- Działalność Petera Josepha Lennégo i innych projektantów ogrodów na terenie Kotliny Jeleniogórskiej w XIX w. (Mysłakowice, Wojanów, Łomnica i Karpniki) (2011)
- Przegląd i analiza materiałów archiwalnych i bibliograficznych na temat wystaw i ekspozycji ogrodniczych we Wrocławiu (2010)